# Tour della nazionale maschile di rugby a 15 dell'Italia 1994
Nel giugno 1994 la nazionale italiana di rugby si recò in tour in Australia, la terza trasferta ufficiale dopo l'esperienze del 1981 e del 1986.
Fu una tournée positiva per gli Azzurri del tecnico Georges Coste e del capitano Massimo Giovanelli, che vinsero tutti e sei gli incontri ufficiosi sfiorando il successo contro la nazionale australiana nel primo test match.
L'esordio avvenne a Darwin contro la selezione del Territorio del Nord (in inglese Northern Territory): una partita semplice sulla carta, ma macchiata dal gioco duro degli australiani e dalle reazioni degli italiani, culminati con l'espulsione di Franco Properzi; il match finì 37-6 per gli Azzurri. Più agile, invece, la vittoria sulla selezione dell'Australia Meridionale (in inglese South Australia), nella partita giocata ad Adelaide e terminata con il punteggio di 12-62 in favore dell'Italia XV.
Il primo incontro no-cap impegnativo fu con Sydney, selezione che schierò ben sette Wallabies: malgrado il dominio territoriale dei padroni di casa, grazie ad una difesa concreta e ad una fase offensiva che finalizzò le poche occasioni create, gli italiani si imposero per 36-26. Quattro giorni più tardi, al Ballymore Stadium di Brisbane, l'Italia XV sfidò la selezione della Queensland Rugby Union (Queensland XV), forte del connubio di ex internazionali e giovani promettenti: con una prova corale di squadra ed un po' di fortuna, il palo colpito su calcio di piazzato dagli australiani a tempo scaduto, gli Azzurri riuscirono a portare a casa la partita. Sfortunatamente, gli infortunati Diego Domínguez e Julian Gardner posero la parola fine al loro tour. Nel quito ed ultimo match di contorno la nazionale si impose sul Queensland Country marcando otto mete (57-13).
L'Italia arrivò imbattuta al primo test ufficiale contro l'Australia, sfiorando il successo: dopo un'ora di gioco gli Azzurri conducevano per 17-13, prima che Carlo Orlandi colpisse al viso l'esordiente Gregan, costringendolo ad abbandonare il campo. Il subentrato Slattery guidò l'Australia alla rimonta e al sorpasso finale per 23-20, ottenuto grazie a un calcio piazzato di Wallace al 77’ di gioco.
Tra squalifiche ed infortuni, la nazionale italiana arrivò rimaneggiata al penultimo match contro la selezione della zona suburbana del Nuovo Galles del Sud (in inglese New South Wales Country). Per ovviare alle assenze, venne chiamato Marco De Rossi, giocatore livornese in ferie proprio in Australia; la partita terminò 30-20 in favore del XV italiano.
Nel secondo ed ultimo test di Melbourne, alcune decisioni arbitrali, quali la dubbia meta marcata nel finale dall'australiano Campese, resero la sconfitta più pesante del dovuto (7-20). All'Italia rimase comunque la consolazione di una trasferta positiva, con sei vittorie all'attivo negli incontri non ufficiali e due test match persi onorevolmente.

## Risultati

### Itest match
| Arbitro: | Ian Rogers |

|                             |      |                                   |
| Herbert 18’ Burke 65’       | mt   | 31’ Bonomi                        |
| Lynagh 18’ Wallace 65’      | tr   |                                   |
| Lynagh 27’, 46’ Wallace 77’ | c.p. | 24’, 40+4’, 48’, 57’, 71’ Troiani |

| Arbitro: | Ian Rogers |

|                               |      |               |
| Campese 79’                   | mt   | 80+3’ Orlandi |
|                               | tr   | 80+3’ Troiani |
| Wallace 5’, 8’, 12’, 16’, 25’ | c.p. |               |

### Gli altri incontri
| Darwin 1º giugno 1994                                                      | Territorio del Nord | 6 – 37                  | Italia XV |  |
| mt Troncon Vaccari tecnica tr Domínguez (2) Lingman (2) c.p. Domínguez (6) |                     |                         |           |  |
|                                                                            |                     |                         |           |  |
|                                                                            | mt                  | Troncon Vaccari tecnica |           |  |
|                                                                            | tr                  | Domínguez (2)           |           |  |
| Lingman (2)                                                                | c.p.                | Domínguez (6)           |           |  |

| Adelaide 4 giugno 1994                                                                                      | Australia Meridionale | 12 – 60                                                   | Italia XV |  |
| Fanua Smith mt Aldrovandi (3) Checchinato (2) Gerosa (2) Vaccari Orlandi Elliot tr Troiani (6) c.p. Troiani |                       |                                                           |           |  |
| |                       |                                                           |           |  |
| Fanua Smith                                                                                                 | mt                    | Aldrovandi (3) Checchinato (2) Gerosa (2) Vaccari Orlandi |           |  |
| Elliot | tr                    | Troiani (6)                                               |           |  |
| | c.p.                  | Troiani                                                   |           |  |

| Sydney 8 giugno 1994                                                                            | Sydney | 26 – 36                      | Italia XV |  |
| Junee (2) mt Troncon Giovanelli Filizzola Knox (2) tr Domínguez (3) Knox (4) c.p. Domínguez (5) |        |                              |           |  |
|                                                                                                 |        |                              |           |  |
| Junee (2)                                                                                       | mt     | Troncon Giovanelli Filizzola |           |  |
| Knox (2)                                                                                        | tr     | Domínguez (3)                |           |  |
| Knox (4)                                                                                        | c.p.   | Domínguez (5)                |           |  |

| Brisbane 12 giugno 1994                                                   | Queensland XV | 19 – 21          | Italia XV | Ballymore Stadium |
| Connors mt Cuttitta Arancio Khal tr Domínguez Khal (4) c.p. Domínguez (3) |               |                  |           |                   |
|                                                                           |               |                  |           |                   |
| Connors                                                                   | mt            | Cuttitta Arancio |           |                   |
| Khal                                                                      | tr            | Domínguez        |           |                   |
| Khal (4)                                                                  | c.p.          | Domínguez (3)    |           |                   |

| Toowoomba 15 giugno 1994                                                                                                 | Queensland Country | 13 – 57                                                         | Italia XV |  |
| Kasey mt Troncon (2) Sgorlon (2) Gerosa Checchinato Trevisiol Castellani Berlett tr Troiani (7) Berlett (2) c.p. Troiani |                    |                                                                 |           |  |
| |                    |                                                                 |           |  |
| Kasey | mt                 | Troncon (2) Sgorlon (2) Gerosa Checchinato Trevisiol Castellani |           |  |
| Berlett | tr                 | Troiani (7)                                                     |           |  |
| Berlett (2) | c.p.               | Troiani                                                         |           |  |

| Nowra 21 giugno 1994                                                    | NSW Country | 20 – 30                | Italia XV |  |
| Ives mt Gerosa (2) Checchinato tr Troiani (3) Eddy (5) c.p. Troiani (3) |             |                        |           |  |
|                                                                         |             |                        |           |  |
| Ives                                                                    | mt          | Gerosa (2) Checchinato |           |  |
|                                                                         | tr          | Troiani (3)            |           |  |
| Eddy (5)                                                                | c.p.        | Troiani (3)            |           |  |